# 朽網氏
朽網氏（くたみし）は、日本の氏族のひとつ。豊後国直入郡朽網郷から発祥した氏族である。

## 大神姓の朽網氏
大神氏から派生した朽網氏である。『大神系図』に「惟基─惟通（六男、朽網六郎）」と記されている。

## 大友氏族古庄氏
朽網氏は「齋院次官藤原親能の第三子親直は筑井左衛門尉と称す」（「大友系図）とある筑井親直（あるいは筑井親茂。古庄親直とも）の子の古庄重能（重吉）が建久7年（1196年）に大友能直の代官として九州に下り、朽網郷に土着したことにはじまるとされる。重能は藤原秀郷の5代後裔と称し、大友能直の兄弟とされ、能直も幼児の頃は古庄能直と名乗っていたとされる。また、一説には豊後大野氏の支流ともされている（途中で養子となった可能性もある）。重能から19代後の朽網親満の代になって、永正13年（1516年）に大友氏に叛き、大友義鑑に討たれて滅びた。

## 大友氏族入田氏
大友氏一族の入田氏の入田鑑康が大友義鎮の命により朽網氏の名跡を継ぎ、朽網鑑康（後に宗暦）と名乗る。鑑康は大友氏の加判衆だったが、島津氏北上の際に病歿した。この後、鑑康の長男鎮則は大友義統に討伐され、次男の鑑房は玖珠の浪人となった。
鑑房は蒲池鎮漣の娘で、柳川の戦いでの柳川落城から落ち延びた蒲池徳子を妻とした。2人の間に生まれた宗壽は、筑後国蒲池にある母方の蒲池氏の菩提寺の崇久寺の食客として食いつなぎ、3人の子をもうけた。嫡男の鎮武は朽網氏の家督を継いで福岡藩士となり、次男の鎮明は祖母の蒲池氏の名跡を継ぎ、三男の朽網宗常の子の豊卓は久留米に住して蒲池豊庵と名乗り『蒲池物語』を著した。豊庵の子の洞摩は朽網に復姓し、その子の宗房は久留米藩郷士となった。